# 龍樹諒
龍樹諒（日语：／ Tatsuki Ryō，1954年12月2日—），日本女性漫画家，出生于神奈川县，现居横滨市。其代表作為《我所看见的未来》。

## 生平
龍樹於1954年12月2日出生於神奈川縣。在高中時期（17歲）曾遭遇交通事故，自此立志成為漫畫家，希望能從事「在家工作、留下人生足跡、不必露面」的職業。此後開始向出版社投稿作品，同時也擔任其他漫畫家的助手持續進行創作。原本已決定於《花與夢》（白泉社）獲獎出道，但在此之前，受到秋田書店編輯的挖掘，最終於1975年（昭和50年）6月6日發行的《月刊Princess》1975年7月號（總第7期，秋田書店）中刊登的單篇漫畫《鄉廣美物語》正式出道。此後陸續發表了《人形物語 Doll Story》等眾多作品。
原本為漫畫創作所紀錄的點子筆記，於1978年左右開始擴展為記錄夢境內容的形式。自1985年起，開始以《夢的記錄》為題，將夢日記以圖文方式紀錄於一本筆記本中。這些紀錄也成為日後所謂「預言」漫畫的基礎。1982年，其官方粉絲俱樂部正式成立，並創刊會報《CRASH（クラッシュ）》。由於於青年誌等刊物中並未標註漢字注音，自1990年前後開始，頻繁使用「たつき諒」作為筆名。
1998年9月，在作品《白色的手》發表後，進入休養狀態，並於1999年宣佈引退漫畫家身份。
在單行本《我所看見的未來》引發社會關注之前，自2011年起，已有冒名「龍樹諒」的冒牌者於SNS等平台出現，而自2020年（令和2年）起，於「不思議偵探社」網站中更出現極具惡意的冒充行為。該冒牌者甚至與出版社接觸，促成2021年3月26日發行的《星期五 2021年4月9日號》（講談社）刊載題為「精準預言東日本大震災的《預言漫畫》，下一個X日是？」、「《我所看見的未來》作者緊急警告！消失的「預言漫畫」中描繪的驚愕未來」的訪談文章。同年6月9日發行的期刊《MU》2021年7月號（One Publishing）亦刊登題為「漫畫家『龍樹諒』警告：富士山噴發！」的報導。同時，該冒牌者還計畫由飛鳥新社於當年7月出版《我所看見的未來》復刻版。
在此期間，龍樹諒接獲來自親戚（侄子、姪女）「龍樹諒正在媒體上引發話題」的通知。為此她立即聯繫飛鳥新社，中止冒牌者所推動的復刻計畫。隨後該出版企劃重新啟動，並在本人的正式監修下，加入對預言內容的解說與修訂後，於同年10月正式出版《我所看見的未來 完全版》。
2022年3月，她在67歲之際重新發表漫畫單行本。該書除了收錄過往已絕版的作品外，也包含全新繪製漫畫，證實其創作活動已重新展開。
2025年6月15日，龍樹諒正式出版新作《天使的遺言》，書中記言指稱起先《我所看見的未來》完全版發行是為了杜絕虛假信息和可疑信息傳播，她指出封面書腰所寫「真正的災難將在2025年7月到來」是責任編輯的意思並非本意，她出於擔憂和想留下自己真正想傳達的訊息，內容包含自身成長經歷、成為漫畫家與夢日記的關聯、預知夢和其他神秘經歷等等。

## 預言影響
2025年7月5日凌晨，東南亞各地的網友守在網路上觀看日本的地震監測YouTube頻道，最高紀錄超過20萬人同時在線，隨著預言時間過去後，網友紛紛留言危機解除互道平安。日本氣象廳和科學家依舊呼籲，平時做好應對地震發生的措施，避免不安引起的不理智行為。同日稍晚，日本气象厅地震海啸监视部门举行记者会，负责人海老田绫贵表示龙树谅作品《我所看见的未来》的预言，与鹿儿岛频繁发生的地震无关。

## 作品

### 單行本

#### 秋田書店
- . Princess Comics 81 初版. 秋田書店. 1980-04-10.ISBN 978-4-253-07168-0、NDL 80031797 。
- . Princess Comics 初版. 秋田書店. 1982-03-10.ISBN 978-4-253-07200-7、NDL 82046439 。
- . Princess Comics 初版. 秋田書店. 1982-11-01.ISBN 4-253-07222-4、ISBN 978-4-253-07222-9、NDL 83009872 。
- . Princess Comics 初版. 秋田書店. 1983-12-10.ISBN 978-4-253-07255-7、NDL 84005264 。
- . Princess Comics 初版. 秋田書店. 1983-07-15.ISBN 4-253-07238-0、ISBN 978-4-253-07238-0、NDL 83039929 。

#### 其他出版社
- . Select Comic. 笠倉出版社（日语：笠倉出版社）. 1984-11-01.ISBN 978-4-7730-0105-1。
- . Select Comic. 笠倉出版社. 1985-03-01.ISBN 4-7730-0108-9、ISBN 978-4-7730-0108-2。
- . Select Comic 13. 笠倉出版社. 1985-09-01.ISBN 4-7730-0126-7、ISBN 978-4-7730-0126-6。
- たつき諒. . 真正可怕的故事. 朝日Sonorama（日语：朝日ソノラマ）. 1999-07-01.ISBN 4-257-98699-9、ISBN 978-4-257-98699-7 。
- 復刻・改訂版：たつき諒. . 飛鳥新社（日语：飛鳥新社）. 2021-10-01  [2025-07-04]. （原始内容存档于2025-04-26）.ISBN 4-8641-0851-X、ISBN 978-4-8641-0851-5、OCLC 1307024845 。
- 復刻・改訂版：たつき諒. . 飛鳥新社. 2022-04-01  [2025-07-05]. （原始内容存档于2025-04-26）.ISBN 4-8641-0884-6、ISBN 978-4-8641-0884-3 。

たつき諒選集
- - たつき諒. . たつき諒選集. 飛鳥新社. 2022-03-14  [2025-07-04]. （原始内容存档于2025-05-17）.ISBN 4-86410-872-2、ISBN 978-4-8641-0872-0、OCLC 1309510534。
  - たつき諒. . たつき諒選集. 飛鳥新社. 2022-03-14.ISBN 4-86410-873-0、ISBN 978-4-8641-0873-7、OCLC 1307027405。
  - たつき諒. . たつき諒選集. 飛鳥新社. 2022-03-14.ISBN 4-86410-874-9、ISBN 978-4-8641-0874-4、OCLC 1309507711。
- . 文藝社. 2025-6-15. ISBN 4-286-26254-5、ISBN 978-4-286-26254-3。[25]

## 外部連結
- , 飛鳥新社（日语：飛鳥新社）,   [2025-07-04], （原始内容存档于2025-04-26）
- こうのたけし、ほか. . まんがseek. こうのたけし〈プロジェクト発起人〉. 2002-11-16  [2022-09-08]. （原始内容存档于2024-12-03）.